# Ewa Ossowska
Ewa Ossowska (ur. 1961 we Wrocławiu) – uczestniczka strajku w Stoczni Gdańskiej w sierpniu 1980, dzięki jej postawie udało się podtrzymać protest.

## Życiorys
Od 1978 mieszkała w Gdańsku. Pracowała w kiosku na Stogach. Rozpoczęła nieformalną współpracę z mieszkającym po sąsiedzku Lechem Wałęsą – rozwoziła w dziecięcym wózku wydawnictwa z drugiego obiegu. Kiosk stanowił punkt kontaktowy. Przed rozpoczęciem strajku straciła pracę w kiosku z powodu domniemanej niezgodności w kasie. Dowiedziawszy się od Danuty Wałęsy o strajku, udała się do Stoczni i włączyła się w prace organizacyjne, m.in. organizowała żywność, pilnowała wejść do zakładu. Miała dać się poznać także jako utalentowana mówczyni. Ossowska widoczna jest na szeregu zdjęć i nagrań ze Stoczni. 16 sierpnia, po podjęciu decyzji o kontynuowaniu strajku z innymi zakładami pracy, Ossowska pobiegła do bramy nr 1 Stoczni i, wraz z m.in. Henryką Krzywonos, Aliną Pienkowską i Anną Walentynowicz, zatrzymywała wychodzących, co pozwoliło na kontynuację protestu.
Ossowska weszła w skład delegacji, która we wrześniu 1980 złożyła wniosek o zarejestrowanie związku. Pracowała jako sekretarka Wałęsy. Była w tym czasie rozpracowywana przez Służbę Bezpieczeństwa pod pseudonimem „Kioskarka”. W kwietniu 1981 zakończyła działalność w „Solidarności” ze względu na deklarowane rozczarowanie co do Walentynowicz oraz Wałęsy. Zarzewiem konfliktu z Wałęsą miał być udzielony bez jego zgody wywiad szwedzkiej dziennikarce Mice Larsson. Ossowska nie cieszyła się zaufaniem także ze strony stoczniowców. Następnie zdała maturę i pracowała między innymi jako księgowa. W 1996 wyjechała w celach zarobkowych do Gragnano we Włoszech. W 2014 wróciła do Trójmiasta.
Ossowska jest współbohaterką filmu „Solidarność według kobiet” Marty Dzido i Piotra Śliwowskiego z 2014 oraz książek „Det började i Gdansk” z 1981 i „Kobiety Solidarności” z 2016. Ossowska była jedną z osób, których wizerunek znalazł się w 2019 na muralu „Kobiety Wolności” na stacji PKM Strzyża w Gdańsku.
Ossowska wskazywana jest jako przykład przez wiele lat marginalizowanej i umniejszanej roli kobiet zarówno w wydarzeniach sierpniowych, jak i później całego ruchu Solidarności. Przykładowo w scenie z filmu Andrzeja Wajdy Wałęsa. Człowiek z nadziei, będącej fabularną rekonstrukcją oryginalnego zdjęcia Wałęsy z Ossowską, została ona „wygumkowana” i zastąpiona mężczyzną.
W 2021 za „wybitne zasługi w działalności na rzecz przemian demokratycznych w Polsce” została odznaczona Krzyżem Oficerskim Orderu Odrodzenia Polski. W 2021 otrzymała Krzyż Wolności i Solidarności.

## Życie prywatne
Z mężem Stanisławem Ossowskim rozwiodła się po roku małżeństwa. Mają syna Rolanda (ur. ok. 1979). Ossowska poza tym ma jeszcze jednego syna i córkę.